# North American P-64
Die North American P-64 war ein ursprünglich als Jagdbomber vorgesehenes Schulflugzeug des US-amerikanischen Herstellers North American vom Ende der 1930er Jahre.

## Geschichte
Die Entwicklung der P-64 basierte auf der Prämisse, ein relativ einfaches Kampfflugzeug für den Export in kleinere Länder zu entwickeln. Die Flugzeuge sollten trotzdem auch moderne Konstruktionsdetails wie ein geschlossenes Cockpit und ein einziehbares Fahrgestell erhalten. Ausgangspunkt der Entwicklung war das experimentelle Eindecker-Schulflugzeug North American NA-16 von 1935, aus der eine ganze Familie von Militärflugzeugen abgeleitet wurde. Zu diesen Entwicklungen gehörte auch die NA-26. Aus diesem doppelsitzigen Entwurf wurden anschließend auch einsitzige Varianten konzipiert.

### NA-50

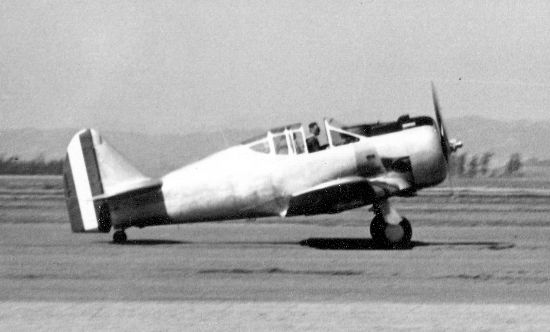
NA-50A der peruanischen Luftstreitkräfte

Deren erste war die NA-50A, die auch als erste ein einziehbares Fahrgestell erhielt und für die peruanischen Luftstreitkräfte gebaut wurde. Die NA-50A erhielt einen luftgekühlten 870 PS leistenden Sternmotor Wright R-1820-77 und eine Bewaffnung von zwei Maschinengewehren 0.30-in-Colt-Browning. Die Höchstgeschwindigkeit betrug 470 km/h (295 mph) in 2900 m (9500 ft.), die Reichweite 1030 km (645 mi.). Peru erhielt bis Mai 1939 sieben Stück, die dort mit Abwurfeinrichtungen für leichte Bomben versehen wurden. Bei den Kämpfen 1941 zwischen Peru und Ecuador flogen die NA-50A einige Einsätze. Dabei gingen zwei Maschinen verloren.

### NA-68

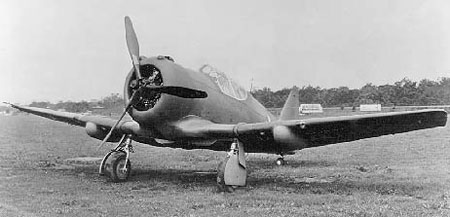
P-64 auf dem Luke Field

Im November 1939 bestellten die thailändischen Luftstreitkräfte sechs Jagdflugzeuge, die sich von den peruanischen NA-50A nur geringfügig unterschieden. Als NA-68 bezeichnet hatten sie eine verstärkte Bewaffnung, geänderte Leitwerksflächen, wie sie später auch für Schulflugzeugvarianten eingesetzt wurden, eine längere Motorverkleidung und ein verstärktes Fahrwerk. Die sechs Maschinen befanden sich auf dem Weg nach Thailand in Hawaii, als im Dezember 1941 japanische Truppen Thailand angriffen. Die US-amerikanische Regierung beschlagnahmte daraufhin die Flugzeuge und ließ sie zurück in die USA bringen. Dort wurde die Bewaffnung ausgebaut und die NA-68 unter der USAAC-Bezeichnung P-64 als Fortgeschrittenen-Schulflugzeug auf dem Luke Field in Arizona in Dienst gestellt. Zwei stürzten dort ab, die restlichen wurden auf die vier Training-Command-Hauptquartiere verteilt und dort von Offizieren als persönliche Maschinen verwendet.

## Vergleichbare Entwicklung
Die NA-68 kann mit der in Australien entwickelten Commonwealth CA-12 Boomerang verglichen werden, die ebenfalls eine Weiterentwicklung des ursprünglichen Schulflugzeugs NA-16 darstellt.

## Technische Daten
| Kenngröße             | Daten NA-68                                                                  |
| --------------------- | ---------------------------------------------------------------------------- |
| Besatzung             | 1                                                                            |
| Länge                 | 8,24 m                                                                       |
| Spannweite            | 11,36 m                                                                      |
| Flügelfläche          | 21,13 m²                                                                     |
| Flügelstreckung       | 6,1                                                                          |
| Leermasse             | 2120 kg                                                                      |
| max. Startmasse       | 3087 kg (normal: 2720 kg)                                                    |
| Höchstgeschwindigkeit | 430 km/h in 2650 m                                                           |
| Dienstgipfelhöhe      | 8380 m                                                                       |
| Reichweite            | 1000 km bei 376 km/h maximal 1500 km                                         |
| Triebwerke            | ein Neunzylinder-Sternmotor Wright R-1820-77 Cyclone mit 950 PS (708 kW)     |
| Bewaffnung            | zwei 0.3-in-Maschinengewehre, zwei 20-mm-Maschinenkanonen, vier 45-kg-Bomben |

## Erhaltene Flugzeuge

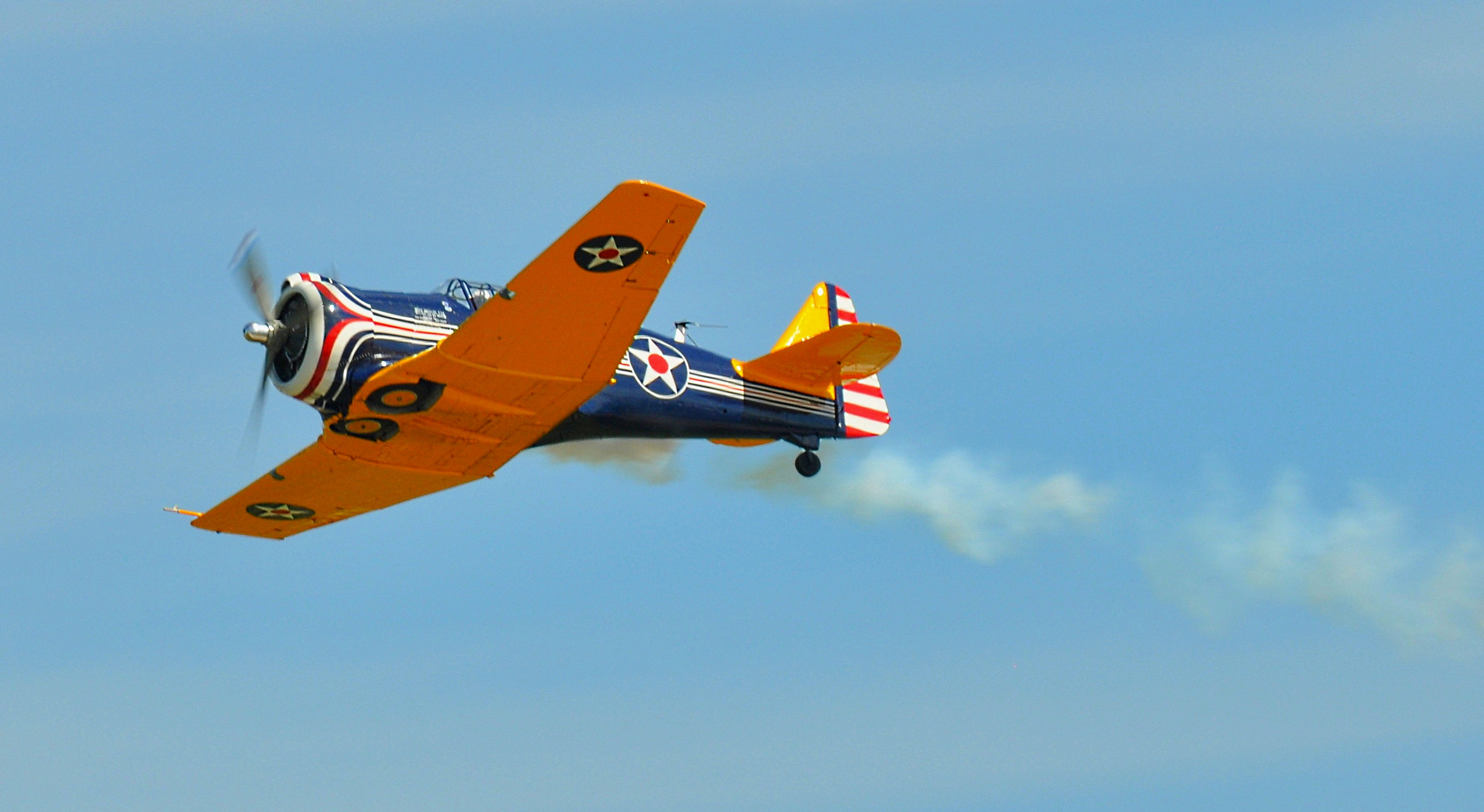
North American P-64 auf der EAA AirVenture 2016

Die einzige erhalten gebliebene P-64 ist im EAA AirVenture Museum ausgestellt; sie flog nach 30 Jahren am Boden erstmals wieder am 17. Juni 2016.